# Aris Claeszon
Aris Claeszon (nachweisbar 1616–1633; † wohl 1634 in Amsterdam) war ein niederländischer Bildhauer und Baumeister, der in Amsterdam und auch in Schweden tätig war.

## Leben
Die genauen Lebensdaten von Aris Claeszon sind nicht bekannt. Er war der Sohn des Bildhauers und Amsterdamer Meisters Claes Adriaenszon van Delft und ging auch bei diesem ab 1617 in die Lehre. Der Vater betrieb die Bildhauerwerkstatt gemeinsam mit seinem Bruder Pieter Adriaenszon. Aris Claeszon arbeitete 1622 unter Kasper Panten am Stockholmer Schloss. Zu seinen bekannten Arbeiten gehören das von ihm signierte freistehende Grabmal in der Grabkapelle des schwedischen Hofmarschalls und Reichsrats Gustav Banér (1547–1600) aus Alabaster und schwarzem Marmor (1629) im Dom zu Uppsala und das Grabmal aus Sandstein für schwedischen Reichsrat Svante Banér (1583–1628) in der Dorfkirche von Danderyd nördlich von Stockholm (wohl 1628).
Zugeschrieben werden ihm in Stockholm die skulpturalen Arbeiten an den Portalen des von Simon de la Vallée erbauten Ryningska Palatset und des Von der Lindeska Huset. 1631 kehrte er in die Niederlande nach Amsterdam zurück und wurde dort als Meister in die St.-Barbara-Gilde aufgenommen. 
Sein in der Lübecker Marienkirche befindliches Epitaph im Stile der Übergangszeit von der Renaissance zum Barock für den Ratsherrn Johann Füchting († 1637) wurde schon zu dessen Lebzeiten von Füchting selbst durch seinen Amsterdamer Agenten Wessel Becker 1633 bei Pieter Adriaenszon und Aris Claeszon in Amsterdam mittels Notarvertrag vom 7. Dezember 1633 in Auftrag gegeben und hergestellt. Stilistisch kommt es dem Grabmal für Gustav Banér in Uppsala nahe. Es wurde beim Luftangriff auf Lübeck beschädigt und 1969/70 restauriert.
Stilistisch ist das Werk von Aris Claeszon durch Hendrick de Keyser beeinflusst, in dessen Werkstatt der Vater um 1612 tätig war. Nach 1633 wird Aris Claeszon in den Büchern seiner Gilde nicht mehr erwähnt.

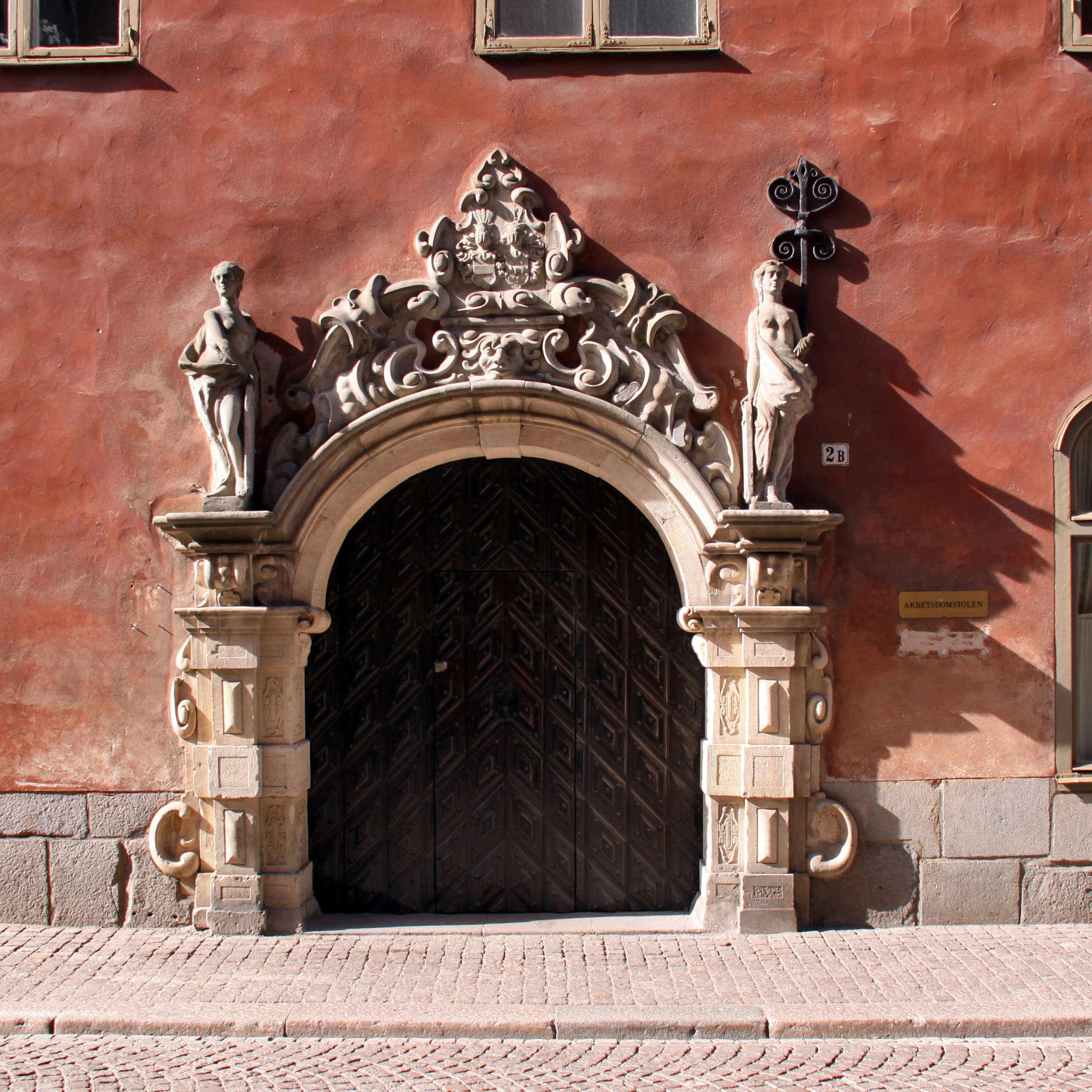
Portal des Ryningska Palatset in Stockholm
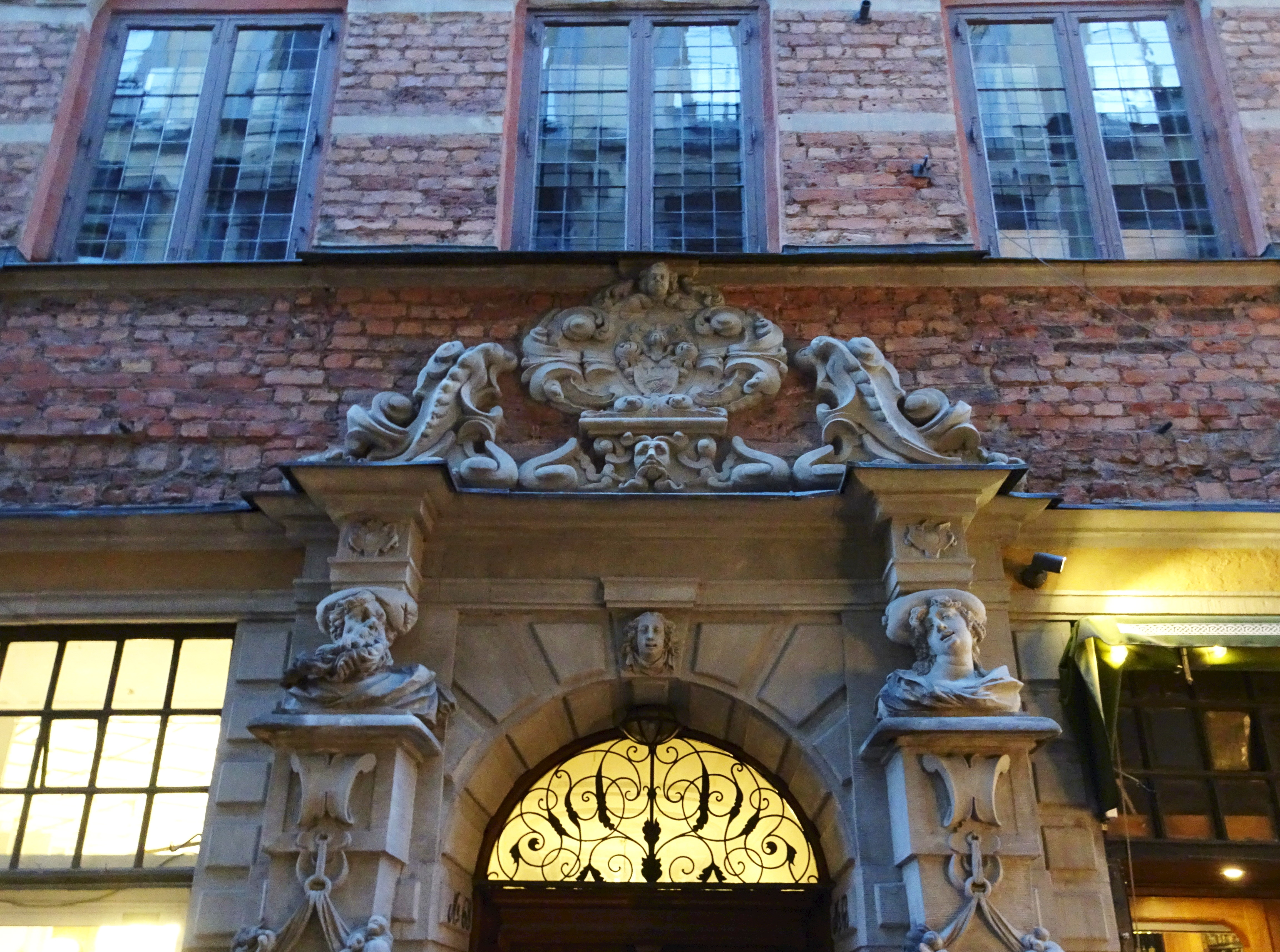
Portal des von der Lindeska Huset, Stockholm
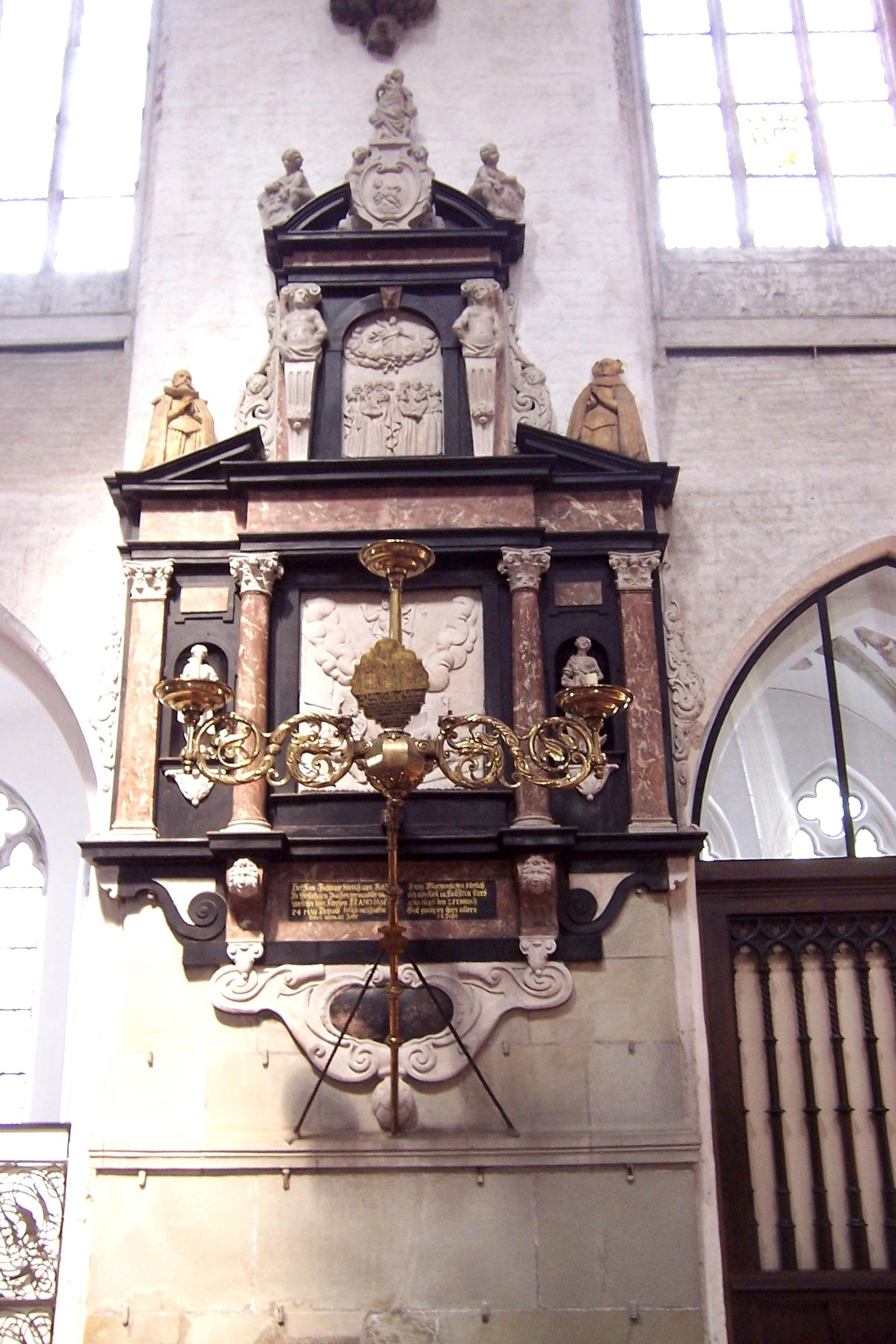
Epitaph des Johann Füchting in der Lübecker Marienkirche